# Хмельницька обласна лікарня
Хмельницька обласна лікарня — лікувальний заклад Хмельницької області, підпорядкований Хмельницькій обласній раді, надає медичну допомогу третього рівня населенню України.

## Загальні відомості
З жовтня 1948 року на виконання наказів МОЗ СРСР № 431 та МОЗ УРСР № 413 відбулося об'єднання 1-ї Радянської обласної лікарні з Проскурівською міською поліклінікою, тобто офіційно була створена обласна лікарня.
Сьогодні обласна лікарня — це сучасний медичний і науковий заклад. На її базі працює 23 відділення стаціонару на 835 ліжок, консультативна поліклініка на 250 відвідувань у зміну, 15 діагностичних, лікувально-допоміжних та обслуговуючих служб.
Одночасно обласна клінічна лікарня є базою для підготовки лікарів-інтернів, студентів медичних вишів та медичних училищ, підвищення кваліфікації лікарів, середнього медперсоналу лікувально-профілактичних закладів області.
Організаційна структура та основні підрозділи закладу. Серед лікувальних підрозділів 8 відділень терапевтичного профілю (310 ліжок), 15 відділень хірургічного профілю (545 ліжок), 4 відділення інтенсивної терапії (відділення анестезіології та інтенсивної терапії для дорослих — 12 ліжок та у відділенні екстрагенітальної патології — 6 ліжок, відділення інтенсивної терапії для новонароджених, відділення детоксикації — 6 ліжок).

## Основні показники лікувально-діагностичної діяльності
Щороку в лікарні проходять лікування близько 25 тисяч хворих (за 2010 рік — 26 728 хворих), при цьому питома вага жителів районів області складає понад 45 відсотків. За 2010 рік виконано 12 643 операції. Середнє перебування хворих на ліжку у 2010 році — 10,3.
Медикаментами лікарня забезпечена в межах бюджету, що достатньо для надання невідкладної медичної допомоги, хворим-інвалідам І групи, малозабезпеченим хворим.
Лікарня на достатньому рівні забезпечена сучасною лікувально-діагностичною апаратурою, що дозволяє ефективно впроваджувати нові методики.
Активно розвивається кардіохірургічна служба лікарні. З 2007 року щорічно виконується близько 1000 оперативних втручань, з них 100 на відкритому серці. Основними здобутками відділення є впровадження малоінвазивних втручань на серці — коронарографії, стентування коронарних артерій серця, а також оперативні втручання на відкритому серці із застосуванням штучного кровообігу та і на працюючому серці.
Виконується малоінвазивне обстеження та оперативне втручання на органах черевної, плевральної порожнини із застосуванням лапароскопічних комплексів. Успішно проводяться операції нейрохірургами з використанням операційного мікроскопа та ендоскопічного обладнання.
В офтальмологічному відділені використовуються при факоемульсифікації м'які та інтраокулярні лінзи; застосовуються колагенові антиглаукомні дренажі.
Проводяться пересадка штучних кульшових і колінних суглобів та артроскопічні втручання на колінному й плечовому суглобах.
Проводиться комп'ютерна томографія всього тіла за допомогою сучасного апарату (фірма «Сіменс») з високим рівнем діагностики.
Застосовується метод дистанційної літотрипсії за допомогою апарату «Літостар» фірми «Сіменс». Матеріальна база урологічного відділення дозволяє виконувати майже весь спектр ендоскопічних втручань при сечокам'яній хворобі (перкутана нефролітостомія, контактна уретеролітотрипсія), запроваджені лапароскопічні оперативні втручання при кістозних хворобах нирок, пухлинах нирок та сечокам'яній хворобі.
Широко використовується сучасний сонографічний апарат експертного класу для діагностики патології серця.
Застосовується штучна нирка для хронічного гемодіалізу, штучна нирка для гострого гемодіалізу, обладнання для перитонеального діалізу.